# 昆仑雪兔子
昆仑雪兔子（学名：Saussurea depsangensis）为菊科风毛菊属的植物，是中国的特有植物。分布于中国大陆的青海、西藏、新疆等地，生长于海拔4,800米至5,400米的地区，常生于高山流石滩，目前尚未由人工引种栽培。